# Propaganda v Severni Koreji
Severnokorejska vlada široko uporablja in proizvaja propagando. Večina propagande temelji na ideologiji juche in na promociji Korejske delavske stranke. Prvi zlog "ju" pomeni moškega;  drugi zlog, "che", pomeni telo samega sebe. Člen 3 socialistične ustave določa: »DLRK pri svojih dejavnostih vodi Juchejeva ideja, pogled na svet, osredotočen na ljudi, revolucionarna ideologija za doseganje neodvisnosti množic ljudi. «
Številne slike državnih voditeljev so objavljene po vsej državi.